# Regge-Theorie
Die Regge-Theorie, benannt nach dem italienischen Physiker und Mathematiker Tullio Regge, ist ein theoretischer Versuch zur Erforschung von Aspekten der Elementarteilchenphysik. In diesem Versuch ist der wesentliche neue Aspekt die Fortsetzung des Drehimpulses ins Komplexe. Als Funktion der Energie beschreibt der komplexe Drehimpuls dann eine Bahn genannt Regge-Trajektorie. Betrachtet man Streuung eines Teilchens an einem anderen und berechnet die Streuamplitude, so ergeben sich Masse und Lebensdauer eines Resonanzzustandes aus Realteil und Imaginärteil eines bestimmten Punktes auf einer Regge-Trajektorie, der ein Pol der Streuamplitude ist, genannt Regge-Pol.

## Beispiel
Das einfachste Beispiel liefert die quantenmechanische Behandlung der Bindung oder Streuung eines Elektrons mit Masse {\displaystyle m} und Ladung {\displaystyle -e} an einem Proton mit Masse {\displaystyle M} und Ladung {\displaystyle +e}. Anders als für elastische Streuung ist die Energie {\displaystyle E}  der Bindung des Elektrons an das Proton negativ. Die entsprechende Formel lautet:
{\displaystyle E\to E_{N}=-{\frac {2m'\pi ^{2}e^{4}}{h^{2}N^{2}(4\pi \varepsilon _{0})^{2}}}=-{\frac {13{,}6\,\mathrm {eV} }{N^{2}}}=-{\frac {R_{y}}{N^{2}}}{\frac {m'}{m}},\qquad m'={\frac {mM}{M+m}},}
wobei {\displaystyle R_{y}} die Rydberg-Energie und {\displaystyle m'} die reduzierte Masse des Systems ist. (Zur Herleitung über die Schrödingergleichung siehe Wasserstoffatom.)
Die Hauptquantenzahl {\displaystyle N=1,2,3,\dots } ist gegeben durch {\displaystyle N=n_{r}+l+1,} wo {\displaystyle n_{r}=0,1,2,3,\dots } die radiale Quantenzahl ist und {\displaystyle l=0,1,2,3,\dots } die Nebenquantenzahl des orbitalen Drehimpulses. Löst man {\displaystyle E_{N}} nach {\displaystyle l} auf, erhält man die Gleichung
{\displaystyle l\mapsto l(E)=-n_{r}+g(E),\qquad g(E)=-1+\mathrm {i} {\frac {\pi e^{2}}{(4\pi \varepsilon _{0})h}}\left({\frac {2m'}{E}}\right)^{1/2}.}
Dieser Ausdruck – betrachtet als komplexe Funktion von {\displaystyle E} – beschreibt in der komplexen Ebene eine Bahn, die als Regge-Trajektorie bezeichnet wird. Der orbitale Drehimpuls kann somit beliebige komplexe Werte auf der Regge-Trajektorie annehmen. Regge-Trajektorien lassen sich für viele andere Potentiale berechnen, insbesondere auch für das Yukawa-Potential, das in der Nukleon-Nukleon-Streuung den Austausch eines Mesons beschreibt. Regge-Pole für Yukawa-Potentiale, bzw. die entsprechenden Eigenwerte der radialen Schrödinger-Gleichung, wurden von Harald J. W. Müller-Kirsten störungstheoretisch hergeleitet.
In der Quantenmechanik wird Streuung, wie die des Elektrons am Proton, durch die S-Matrix beschrieben. Im Fall des obigen Beispiels ist diese S-Matrix durch folgenden Ausdruck gegeben:
{\displaystyle S={\frac {\Gamma (l-g(E))}{\Gamma (l+g(E))}}\mathrm {e} ^{-\mathrm {i} \pi l},}
wo {\displaystyle \Gamma (x)} die Gammafunktion ist, also die Verallgemeinerung der Fakultät {\displaystyle n!}. Diese Gammafunktion ist eine nichtverschwindende Funktion mit einfachen Polen bei {\displaystyle x=0,-1,-2,-3,\dots .} Der Ausdruck {\displaystyle S} besitzt also Pole (hier der Gammafunktion im Zähler), genannt Regge-Pole, die genau durch den Ausdruck für die Regge-Trajektorien gegeben sind.
Es war Regge, der die Idee hatte, die Streuamplitude bzw. S-Matrix einer Teilchenreaktion als analytische Funktion des (oben orbitalen) Drehimpulses zu betrachten.
Regge-Pole spielten eine bedeutende Rolle in der Entwicklung der theoretischen Elementarteilchenphysik. Eine wichtige Bedeutung von Regge-Trajektorien fand sich in der Nukleon-Nukleon-Streuung, {\displaystyle N_{1}+N_{2}\mapsto N_{1}+N_{2}}. Bezeichnet {\displaystyle N'} das dem Nukleon {\displaystyle N} zugehörige Antiteilchen, wird das Hochenergieverhalten dieses Prozesses, auch genannt {\displaystyle s}-Kanal, bestimmt durch die dominante Regge-Trajektorie des sogenannten gekreuzten Prozesses, auch genannt {\displaystyle t}-Kanal,  {\displaystyle N_{1}+N_{2}'\mapsto N_{1}+N_{2}'}.
Die Idee der Regge-Trajektorien weiter entwickelnd entdeckten G.F. Chew und S.C. Frautschi etwa 1960, dass sich die bekannten Mesonen in Familien einteilen ließen, bei denen der Spin (Eigendrehimpuls) proportional zum Quadrat der Masse ist. Chew entwickelte damit seine „Bootstrap-Theorie“ der Elementarteilchen, in der es gemäß einer nuklearen Demokratie keine Elementarteilchen gibt. Obgleich erfolglos, führte diese Idee jedoch zu der nach Gabriele Veneziano benannten Veneziano-Formel einer S-Matrix (analog obiger S-Matrix ausgedrückt in der Eulerschen Beta-Funktion), und diese Formel war grundlegend für den weiteren Weg zur heutigen Stringtheorie. Man kann dies konkreter ausdrücken. Man definiert {\displaystyle s=(p_{1}+p_{2})^{2}} und analog {\displaystyle t} und {\displaystyle u} für die zwei möglichen gekreuzten Kanäle. Dann hat die Veneziano-Formel die Form
{\displaystyle S={\frac {\Gamma (a-bs)\Gamma (c-dt)}{\Gamma (a+c-bs-dt)}},}
wo {\displaystyle a,b,c,d} Konstanten sind. Indem man {\displaystyle s} in Einheiten von {\displaystyle 1/b} misst, und {\displaystyle t} in Einheiten von {\displaystyle 1/d}, und die Konstanten umbenennt, erhält man die Formel in der Standardform
{\displaystyle S={\frac {\Gamma (a-s)\Gamma (b-t)}{\Gamma (a+b-s-t)}}.}
Diese Funktion hat einfache Pole an den Stellen
{\displaystyle s=a,a+1,a+2,...,\;\;\;t=b,b+1,b+2,...}.
Das Residuum am Pol {\displaystyle s=a} ist {\displaystyle 1} und entspricht einem Pol mit Spin null. Das Residuum am Pol {\displaystyle s=a+1}  ist eine lineare Funktion von {\displaystyle t,}
{\displaystyle {\frac {\Gamma (b-t)}{\Gamma (b-t-1)}}=b-t-1,}
was Polen mit Spin {\displaystyle 1} und null entspricht. Im Allgemeinen entspricht das Residuum des Pols bei {\displaystyle s=n+a}  Polen mit Spin {\displaystyle J=0,1,2,...}.